# エルマン (エノー伯)
エルマン（Herman, ? - 1049年7月3日）は、モンス伯およびエノー伯（在位：1039年 - 1049年）。

## 生涯
エルマンはエノー伯レニエ5世と、ヴェルダン伯ヘルマンの娘マティルデの息子とみられる。
父よりモンス伯位を継承し、神聖ローマ皇帝ハインリヒ3世と対抗するため、ロートリンゲン公ゴットフリート3世およびフランドル伯ボードゥアン5世と同盟を結んだ。これによりヴァラシエンヌ伯領を獲得し、エノー伯領の再構築が完了した。皇帝と同盟を結ぼうと考えていた妃リシルドは、ヘルマンにリエージュ司教ワゾンを投獄させようとしたが、ヘルマンは拒否した。
1040年にヘルマンはリシルドと結婚した。リシルドの出自ははっきりしない。2人の間には2子が生まれた。
- ロジェ（1093年没） - シャロン＝シュル＝マルヌ司教（1066年 - 1093年）
- ジェルトリュード - ベネディクト会の修道女

エルマンの死後、リシルドはボードゥアン5世の息子ボードゥアン6世と再婚し、ボードゥアン5世はエルマンの子供たちを相続から外した。ボードゥアン6世がエノー伯およびフランドル伯となった。エノー伯位がリシルドの新しい夫と子供たちに渡ったため、リチルドがレニエ5世の娘とされることがある。